# Schottisches Recht
Das Schottische Recht (englisch: Scots law, gälisch: Lagh na h-Alba) ist das von England unabhängige und in Teilen deutlich unterschiedliche Rechtssystem in Schottland mit einer eigenen Gerichtsbarkeit.

## Geschichte des Schottischen Rechts
Die erste Phase eines schottischen Rechts im engeren Sinne beginnt mit der Festigung der Grenzen Schottlands seit der Schlacht bei Carham 1018. Die Zeit von der Gründung des Court of Session 1532 bis zu den Napoleonischen Kriegen ist durch die Herausbildung eines eigenständigen auf dem Fundamenten des römischen Rechts beruhenden schottischen Rechts gekennzeichnet. Das Schottische Recht bildete auch nach dem Act of Union 1707, bei dem England und Schottland zum Königreich Großbritannien vereinigt wurden und das schottische Parlament in Edinburgh aufgelöst wurde, einen eigenständigen Rechtskreis im Vereinigten Königreich neben dem English law für England und Wales und dem Law of (Northern) Ireland. Seit 1998 liegt ein Teil der Gesetzgebungskompetenz wieder beim Schottischen Parlament.

## Gerichtsorganisation

### Gerichtsaufbau
Der Aufbau der Gerichte in Schottland ist folgender:
- Justice of the Peace Courts (Friedensgericht)
- Sheriff Courts (entsprechen in etwa den deutschen Amtsgerichten)
- Sheriff Appeal Court (besteht seit dem durch die Empfehlungen Lord Gills angestossenen Courts Reform (Scotland) Act 2014[2])
- Court of Session (das oberste Zivilgericht)
- High Court of Justiciary (das oberste Strafgericht)

Der Scottish Land Court hat die sachliche Zuständigkeit für Streitigkeiten zwischen Vermietern und Mietern im Zusammenhang mit landwirtschaftlichen Mietverhältnissen.

### Richter und Staatsanwaltschaft
Oberster schottischer Richter ist der Lord President of the Court of Session and Lord Justice General, seit 2015 Colin Sutherland, Lord Carloway. Er wird vertreten durch den Lord Justice Clerk, seit 2016 Leeona Dorrian, Lady Dorrian.
Die Berufung der Richter erfolgt durch den britischen Monarchen auf Empfehlung des First Minister, der diese wiederum auf Basis von Empfehlungen des Judicial Appointments Board for Scotland abgibt. Die Richteramtszeit endet mit dem Ruhestandsalter von 75 Jahren.
Der Lord Advocate ist der Generalstaatsanwalt Schottlands. Alle Anklagen werden nominell in seinem Namen erhoben. Der Amtsinhaber ist einer der Great Officers of State Schottlands. Der aktuelle Lord Advocate ist seit 2016 James Wolffe.

## Rechtssystematik

### Rechtsquellen
Wichtige Publikationen für die Herausbildung des auf dem Fundamenten des römischen Rechts beruhenden Schottischen Rechts waren die Institutions of the Law of Scotland (1681) von James Dalrymple, das Ius Feudale (1603) von Thomas Craig, An Institute of the Laws of Scotland (1773) von Andrew Macdowall Bankton und die Commentaries on the Law of Scotland (1797) von David Hume. Seit dem Act of Union 1707 hatte die Gesetzgebungskompetenz das Parlament des Vereinigten Königreichs. Mit dem Scotland Act 1998 wurde das Familienrecht, das Sachenrecht und das Insolvenzrecht in Schottland der schottischen Gesetzgebungskompetenz und damit dem Schottischen Parlament unterstellt. Andere Rechtsgebiete, wie zum Beispiel das Arbeitsrecht, das Gesellschaftsrecht sowie das Steuer- und Sozialversicherungsrecht, verbleiben in der Gesetzgebungskompetenz des Parlaments des Vereinigten Königreichs in London. Allerdings werden auch in diesen Rechtsgebieten teilweise in Gesetzen für Schottland abweichende Regelungen getroffen.
Das Recht Schottlands ist kein reines Common-Law-System wie in England und Wales, sondern ein sogenanntes Mischsystem. Historisch bedingt stand das Schottische Recht ursprünglich stark unter dem Einfluss des durch das römische Recht geprägten kontinentalen Rechts, was auch nach dem Act of Union 1707 vorerst so blieb. Erst seit dem 19. Jahrhundert hat sich der Einfluss des englischen Common Law durch die Gesetzgebung des Parlaments in London und die Rechtsprechung des englisch dominierten House of Lords stärker durchgesetzt.
Die Rechtsnormen werden in Schottland rechtssystematisch zwei Bereichen zugeordnet:
- dem Public law („laws governing the relationship between the State and the people“) mit den Kernbereichen Verfassungsrecht, Öffentliches Recht und Strafrecht
- und dem Private law („laws governing the relationship between people“)

### Unterschiede zum englischen Rechtssystem
Schottland hat nicht nur eine eigene Gerichtsorganisation. Deutliche Unterschiede zwischen dem englischen und schottischen Recht ergeben sich beispielsweise beim Sachenrecht. Das schottische Recht erkennt im Gegensatz zum englischen Recht Verträge zu Gunsten Dritter an. Es gibt auch die Klage auf Vertragserfüllung, während in England regelmäßig nur Schadensersatz bei Nichterfüllung oder Vertragsbruch verlangt werden kann. Auch die erbrechtlichen Bestimmungen zwischen England und Schottland unterscheiden sich erheblich. So kennt Schottland eine dem deutschen Pflichtteil ähnliche Mindestbeteiligung des Ehegatten und der Kinder. In England existiert ein Pflichtteilsanspruch nur ausnahmsweise in Form einer Härtefallregelung.
Beim Gesellschaftsrecht stellt in Schottland eine „partnership“ im Gegensatz zum Common law eine eigene Rechtspersönlichkeit dar, kann also im eigenen Namen Verträge schließen, Eigentum haben und klagen oder verklagt werden.
Im Strafrecht gelten Kinder in England ab zehn Jahren als strafmündig, in Schottland schon ab acht Jahren. Für schwere Strafsachen wird ein Geschworenengericht eingesetzt, dass 15 Geschworene (in England 12) umfasst, wovon in Schottland eine einfache Mehrheit von 8 Stimmen zum Schuldspruch ausreicht. Neben den Urteilen „Schuldig“ und „nicht schuldig“ gibt es noch das Urteil not proven („nicht bewiesen“).
Gerichtsverfahren unterliegen in Schottland generell anderen Regeln. Abweichungen gibt es auch bei einigen juristischen Bezeichnungen: Ein Kläger ist in England der „claimant“, in Schottland hingegen der „pursuer“. Der Beklagte wird in England als „defendant“, in Schottland hingegen als „defender“ bezeichnet. Solicitors gibt es in beiden Rechtskreisen, dem englischen barrister entspricht in Schottland der advocate.